# Asko Autio
Asko Antero Autio (ur. 21 kwietnia 1952 w Ylivieska) – fiński biegacz narciarski, zawodnik klubu Turun Urheiluliitto.

## Kariera
W Pucharze Świata zadebiutował 27 lutego 1982 roku w Holmenkollen, zajmując piąte miejsce w biegu na 50 km. Tym samym już w swoim debiucie zdobył pierwsze pucharowe punkty. Na podium zawodów tego cyklu pierwszy raz stanął 4 marca 1983 roku w Lahti, kończąc rywalizację w biegu na 15 km stylem dowolnym na trzeciej pozycji. W zawodach tych wyprzedzili go jedynie Aleksandr Zawjałow z ZSRR oraz Norweg Pål Gunnar Mikkelsplass. W kolejnych startach jeszcze jeden raz uplasował się w czołowej trójce: 12 marca 1983 roku w Holmenkollen był najlepszy w biegu na 15 km. W klasyfikacji generalnej sezonu 1982/1983 zajął ostatecznie dwunaste miejsce.
W 1980 roku wziął udział w igrzyskach olimpijskich w Lake Placid, gdzie był dziewiąty na dystansie 50 km. Podczas rozgrywanych dwa lata później mistrzostwach świata w Oslo w tej samej konkurencji był piąty.

## Osiągnięcia

### Igrzyska olimpijskie
| Miejsce | Dzień     | Rok  | Miejscowość | Konkurencja             | Czas biegu | Strata   | Zwycięzca        |
| ------- | --------- | ---- | ----------- | ----------------------- | ---------- | -------- | ---------------- |
| 9.      | 23 lutego | 1980 | Lake Placid | 50 km stylem klasycznym | 2:27:24,60 | +5:01,97 | Nikołaj Zimiatow |

### Mistrzostwa świata
| Miejsce | Dzień     | Rok  | Miejscowość | Konkurencja             | Czas biegu | Strata  | Zwycięzca       |
| ------- | --------- | ---- | ----------- | ----------------------- | ---------- | ------- | --------------- |
| 5.      | 27 lutego | 1982 | Oslo        | 50 km stylem klasycznym | 2:32:00,9  | +1:23,0 | Thomas Wassberg |

### Puchar Świata
W sezonach 1973/1974 - 1980/1981 Puchar Świata rozgrywany był nieoficjalnie.

#### Miejsca w klasyfikacji generalnej
- sezon 1977/1978: ?
- sezon 1978/1979: ?
- sezon 1979/1980: ?
- sezon 1980/1981: ?
- sezon 1981/1982: 27.
- sezon 1982/1983: 12.
- sezon 1983/1984: 62.

#### Miejsca na podium
| Nr | Dzień    | Rok  | Miejscowość  | Konkurencja | Czas biegu | Pozycja | Strata | Zwycięzca          |
| -- | -------- | ---- | ------------ | ----------- | ---------- | ------- | ------ | ------------------ |
| 1. | 4 marca  | 1978 | Falun        | 30 km       | ?          | 2.      | ?      | Magne Myrmo        |
| 2. | 4 marca  | 1983 | Lahti        | 15 km       | 43:57,0    | 3.      | +52,7  | Aleksandr Zawjałow |
| 3. | 12 marca | 1983 | Holmenkollen | 50 km       | 2:20:05,4  | 1.      | -      | -                  |